# Margit Heilesen
Margit Aase Heilesen (24. juni 1889 - 4. januar 1976) var en dansk fredssagsforkæmper og med fra starten da Danske Kvinders Fredskæde, senere Kvindernes Internationale Liga for Fred og Frihed (no) (KILFF), blev stiftet som den danske afdeling af Women’s International League for Peace and Freedom (WILPF) i 1915.
Fra 1918 til 1931 og igen fra 1945 til 1953 var Margit Heilesen medlem af hovedbestyrelsen og fra 1921 næstformand i KILF. Ved sin afgang i 1953 blev hun udnævnt til æresmedlem af foreningen, og derudover var hun i en lang årrække medlem af den internationale hovedbestyrelse i WILPF.
Margit Heilesen var redaktør for en side i bladet Tidens Kvinder, der blev stillet til rådighed for KILF af bladets redaktør, Thora Daugaard fra 1920-1924. I 1924 fik KILF sit eget medie, Meddelelsesblad for Danske Kvinders Fredskæde, fra 1926 Fred og Frihed, som Margit Heilesen var flittig bidragsyder til.